# 천위전 (1973년)
천위전(중국어 정체자: 陳玉珍, 병음: Chén Yùzhēn, 영어: Jessica Chen, 1973년 10월 29일 ~ )는 타이완의 정치인이다. 2019년 진먼현 선거구의 입법위원으로 당선되었다.